# Hotpoint
Hotpoint Electric Heating Company (або Hotpoint) — американський та європейський виробник побутової техніки. На території EMEA та Азійсько-Тихоокеанського регіону бренд належить компанії Whirlpool.

## Історія
Компанія Hotpoint була заснована 1911 року в місті Онтаріо (штат Каліфорнія) американським винахідником Ерлом Річардсоном (1871—1934). Назва (hotpoint у перекладі з англійської означає "гаряча точка") походить від першої електричної праски з найгарячішою точкою на носі, а не в центрі, яку винайшов Річардсон.
На початку 1950-х років виробництво більшої частини продукції Hotpoint переїхало на виробничий комплекс у Луїсвіллі, штат Кентуккі, де залишається досі.
На початку 2007 року компанія Indesit приєднала Hotpoint, створивши єдиний підрозділ Hotpoint Ariston. У 2007 році було ухвалено рішення створити торгову марку Hotpoint-Ariston, об'єднавши назви брендів Hotpoint і Ariston. У 2015 році він був перейменований на Hotpoint.
У жовтні 2014 року компанія Whirlpool придбала 60% акцій компанії Indesit.
У вересні 2014 року компанія Electrolux викупила права на виробництво побутової техніки у General Electric, включаючи бренд Hotpoint у Північній Америці, за £ 2 млрд ($ 3,3 млрд). Угода мала бути закрита в 2015 році, однак її анулювали. Через блокування регуляторними органами США угоду з Electrolux було розірвано, і згодом General Electric продала свій підрозділ побутової техніки китайській компанії Haier, щоб закрити її в 2016 році[прояснити][джерело не вказане 580 днів].